# Lepthyphantes ajoti
Lepthyphantes ajoti là một loài nhện trong họ Linyphiidae.
Loài này thuộc chi Lepthyphantes. Lepthyphantes ajoti được Robert Bosmans miêu tả năm 1991.